# Bang & Olufsen
Bang & Olufsen a/s – duńskie przedsiębiorstwo zajmujące się produkcją sprzętu audiowizualnego – m.in. radioodbiorników, głośników, telewizorów, telefonów i systemów car-audio. Siedziba przedsiębiorstwa znajduje się w mieście Struer.
Przedsiębiorstwo zostało założone w 1925 roku przez Petera Banga i Svenda Olufsena. Spółka jest notowana na giełdzie OMX.

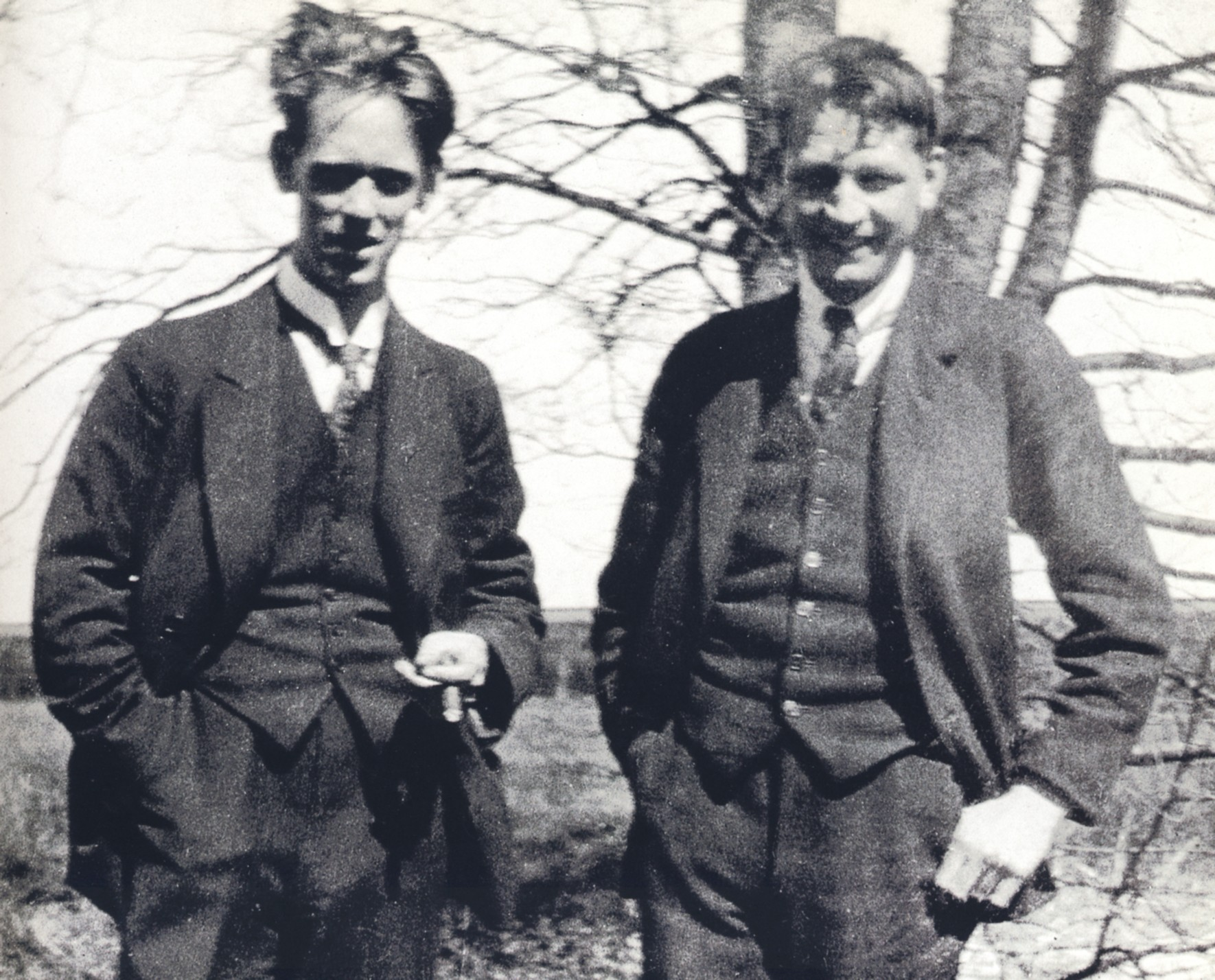
Peter Bang oraz Svend Olufsen (1930)
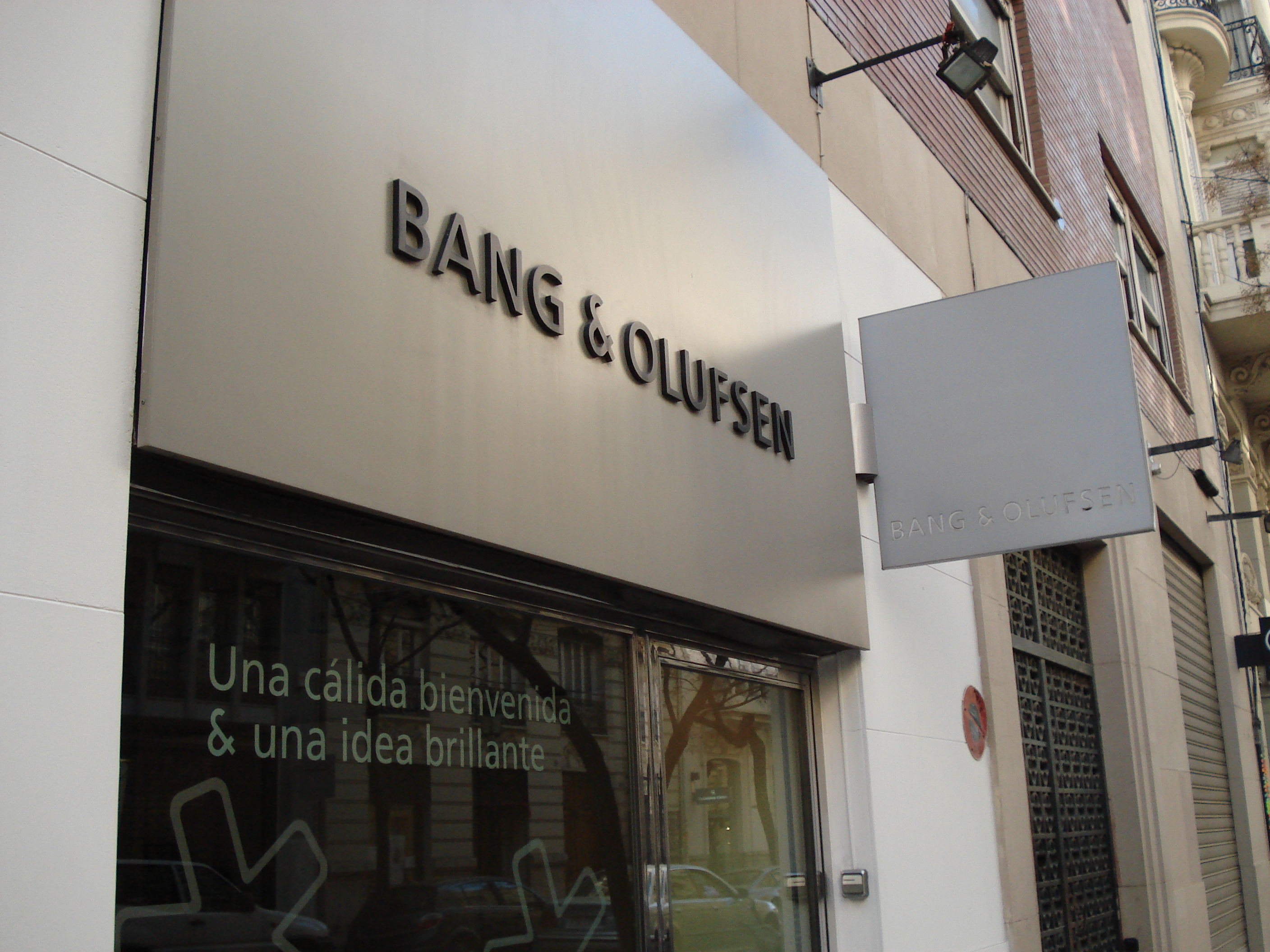
Sklep Bang & Olufsen